# Green Light (로드의 노래)
‘Green Light’는 뉴질랜드의 가수이자 송라이터인 로드의 노래로, 2017년에 발매한 두 번째 정규 음반인 “Melodrama”에 수록되었다. 로드와 잭 안토노프가 노래 대부분의 작사와 작곡 및 프로듀싱하였으며, 조엘 리틀과 프랭크 듀크스가 각각 송라이팅과 프로듀싱 부분에서 추가로 참여하였다. 2017년 3월 2일 유니버설 뉴질랜드를 통해 음반의 리드 싱글로서 라디오에서 처음으로 발매되었다. 음악적으로는 일렉트로팝, 댄스팝, 그리고 포스트디스코 장르의 노래이며, 가사에서는 ‘Green Light’가 로드를 미래로 나아갈 수 있는 허가를 주는 신호등의 초록불을 의미하는 은유로 사용되었다.
노래는 음악 평단으로부터 폭넓은 찬사를 받았으며, 특히 프로듀싱과 로드의 노래 전달력에 극찬을 보냈다. 뉴질랜드 APRA 어워드에서 시상하는 실버 스크롤상을 수상하였으며, 많은 매체에서 발표한 연말 및 연대말 최고의 노래 목록에 선정되었다. 미국에서는 빌보드 핫 100 차트에서 19위까지 기록하였으며, 미국 음반 산업 협회(RIAA)로부터 플래티넘 인증을 받았다. 뉴질랜드에서는 1위를 기록하였으며, 이외에도 이스라엘, 캐나다, 오스트레일리아, 라트비아, 스코틀랜드 등의 차트에서 10위권 안까지 진입하였다.
‘Green Light’의 뮤직 비디오는 그랜트 싱어가 감독하였다. 영상 내에서 로드가 이별로부터 벗어나기 위하여 나이트클럽에서 나와 도로를 거니는 모습을 담고 있다. 뮤직 비디오의 촬영은 대부분 로스앤젤레스에 위치한 맥아더 공원에서 이루어졌다. 로드는 새터데이 나이트 라이브에서 ‘Green Light’를 공연하였으며, 외에도 여러 음악 축제에서 노래를 불렀다. 이후 2017년 5월 19일 캐나다의 일렉트로닉 펑크 듀오 크로미오가 리믹스로 참여한 버전을 공개하였다. 또한 2017년부터 2018년까지 진행한 “Melodrama World Tour”의 세트리스트에 포함시켰다.

## 배경 및 발매
발매 이전, 로드는 트위터에서 ‘Green Light’가 "색다르고, 어느 정도 예상 밖의 노래이다. 복잡하고, 재밌고, 슬프고, 기쁨을 주며, 당신을 춤추게 만들 것이다."라고 트윗을 작성하였다.

## 평가
| 평가 점수 | 평가 점수      |
| 출처      | 점수           |
| --------- | -------------- |
| 팝매터스  | 8.75/10        |
| 가디언    | [ 2 ]          |
| 피치포크  | 베스트 뉴 트랙 |

‘Green Light’는 발매 이후 음악 평단으로부터 폭넓은 찬사를 받았으며, 그중 프로듀싱 및 노래 전달력에 대해 극찬을 받았다. 또한 많은 매체에서 선정한 올해의 노래 목록에 포함되었다.

### 순위

#### 연말 목록
| 매체                                                        | 순위 | 출처   |
| ----------------------------------------------------------- | ---- | ------ |
| 디 A.V. 클럽                                                | 2    | [ 4 ]  |
| 빌보드                                                      | 13   | [ 5 ]  |
| 컨시퀀스 오브 사운드                                        | 2    | [ 6 ]  |
| 코스모폴리탄                                                | 3    | [ 7 ]  |
| 에스콰이어                                                  | ―    | [ 8 ]  |
| 팩트                                                        | 45   | [ 9 ]  |
| 페이더                                                      | 43   | [ 10 ] |
| 가디언                                                      | 1    | [ 11 ] |
| 라인 오브 베스트 피트                                       | 20   | [ 12 ] |
| NME                                                         | 1    | [ 13 ] |
| 페이스트                                                    | 19   | [ 14 ] |
| 필라델피아 인콰이어러                                       | ―    | [ 15 ] |
| 피치포크                                                    | 3    | [ 16 ] |
| 팝저스티스                                                  | 17   | [ 17 ] |
| 팝매터스                                                    | 15   | [ 18 ] |
| 프리티 머치 어메이징                                        | 6    | [ 19 ] |
| 슬랜트                                                      | 2    | [ 20 ] |
| 스펙트럼 컬처                                               | 3    | [ 21 ] |
| 스테레오검                                                  | 7    | [ 22 ] |
| 버라이어티                                                  | ―    | [ 23 ] |
| 빌리지 보이스                                               | 4    | [ 24 ] |
| 워싱턴 보이스                                               | 6    | [ 25 ] |
| 트리플 J 하티스트 100                                       | 9    | [ 26 ] |
| (―) 줄표는 해당 매체에서 순위를 선정하지 않았다는 의미이다. |      |        |

#### 연대말 목록
| 매체                 | 순위 | 출처   |
| -------------------- | ---- | ------ |
| 컨시퀀스 오브 사운드 | 26   | [ 27 ] |
| NME                  | 2    | [ 28 ] |
| 롤링 스톤            | 82   | [ 29 ] |
| 슬랜트               | 39   | [ 30 ] |
| 스테레오검           | 10   | [ 31 ] |

## 트랙리스트
| #  | 제목            | 재생 시간 |
| -- | --------------- | --------- |
| 1. | 〈Green Light〉 | 3:54      |

| #  | 제목                              | 재생 시간 |
| -- | --------------------------------- | --------- |
| 1. | 〈Green Light〉 (크로미오 리믹스) | 4:07      |

## 크레딧
크레딧은 “Melodrama”의 라이너 노트에서 발췌하였다.
녹음 및 매니지먼트
- 일렉트릭 레이디 스튜디오 (뉴욕), 러프 커스터머 스튜디오 (브루클린헤이츠), 웨스트레이크 레코딩 스튜디오 (로스앤젤레스)에서 녹음함
- 믹스스타 스튜디오 (버지니아)에서 믹싱함.
- 스털링 사운드 스튜디오 (뉴욕)에서 마스터링함
- 송스 뮤직 퍼블리싱, 소니/ATV 송 LLC, 더키 도나스 뮤직 (BMI), EMI 블랙우드 뮤직 (BMI)에서 출판하였으며, 슈가 우가 뮤직에서 첫 소절 프로듀싱함

크레딧
| - 로드 – 보컬, 작곡 및 작사, 프로듀서 - 조엘 리틀 – 작곡 및 작사 - 잭 안토노프 – 작곡 및 작사, 프로듀서 - 커크 허렐 – 보컬 프로듀싱 (첫 소절) - 로라 시스크 – 엔지니어 - 존 헤인스 – 믹싱 엔지니어 | - 세르반 게네아 – 오디오 믹싱 - 베리 맥크레디 – 보조, 엔지니어 - 그레그 엘리아슨 – 보조, 엔지니어 - 톰 코인 – 마스터링 엔지니어 |

## 인증
| 국가                               | 인증        | 판매량/출하량 |
| ---------------------------------- | ----------- | ------------- |
| 오스트레일리아 (ARIA)              | 4× 플래티넘 | 280,000       |
| 캐나다 (뮤직 캐나다)               | 2× 플래티넘 | 160,000       |
| 덴마크 (IFPI Danmark)              | 골드        | 45,000        |
| 독일 (BVMI)                        | 골드        | 200,000       |
| 이탈리아 (FIMI)                    | 플래티넘    | 50,000        |
| 뉴질랜드 (RMNZ)                    | 2× 플래티넘 | 60,000        |
| 노르웨이 (IFPI 노르웨이)           | 골드        | 20,000        |
| 영국 (BPI)                         | 플래티넘    | 600,000       |
| 미국 (RIAA)                        | 플래티넘    | 1,000,000     |
| 판매량+스트리밍을 기반으로 한 인증 |             |               |

## 발매 일정
| 국가     | 날짜            | 포맷                   | 버전            | 레이블                 | 출처   |
| -------- | --------------- | ---------------------- | --------------- | ---------------------- | ------ |
| 세계     | 2017년 3월 2일  | 디지털 다운로드        | 오리지널        | 유니버설 뮤직 뉴질랜드 | [ 32 ] |
| 영국     | 2017년 3월 2일  | 컨템포러리 히트 라디오 | 오리지널        | 버진 EMI               | [ 44 ] |
| 이탈리아 | 2017년 3월 2일  | 컨템포러리 히트 라디오 | 오리지널        | 유니버설               | [ 45 ] |
| 미국     | 2017년 3월 7일  | 톱 40 라디오           | 오리지널        | 라바 리퍼블릭          | [ 46 ] |
| 미국     | 2017년 3월 7일  | 리드믹 라디오          | 오리지널        | 라바 리퍼블릭          | [ 47 ] |
| 캐나다   | 2018년 5월 19일 | 디지털 다운로드        | 크로미오 리믹스 | 유니버설 뮤직 뉴질랜드 | [ 33 ] |